# Madlitz-Wilmersdorf
Madlitz-Wilmersdorf este o comună din landul Brandenburg, Germania.
1. ↑  GeoNames